# Hans-Martin Don
Hans-Martin Don (Vlaardingen, 18 december 1959) is een Nederlands politicus. Hij is lid van de SP. Van 2006 tot 2010 was hij wethouder van maatschappelijke zorg, financiën, personeel en organisatie in Eindhoven. Vanaf juni 2015 was hij vier jaar lid van de Eerste Kamer der Staten-Generaal.
Don heeft hbo verpleegkunde en bewegingswetenschappen gestudeerd. Hij begon zijn carrière bij de psychiatrieafdeling van het toenmalige Academisch Ziekenhuis te Utrecht. Van 1988 tot 1993 werkte hij als stafverpleegkundige bij Forensisch en Observatieafdeling (FOBA) in de Bijlmerbajes in Amsterdam waarna hij intakefunctionaris en zorgmanager bij Forensisch Psychiatrisch Circuit van de GGzE in Eindhoven werd. Zes jaar later werd Don projectleider reclassering en manager primair proces bij de Stichting Leger des Heils Welzijn en Gezondheidszorg in Eindhoven.
Van 2006 tot 2010 maakte Don als wethouder deel uit van het college van burgemeester en wethouders in Eindhoven met zijn portefeuille: sociale zaken, re-integratiebeleid en sociale werkvoorziening, WMO en welzijn, gezondheidszorg, financiën, personeel en organisatie, interne ICT. Sinds april 2010 is hij directeur bij het Leger des Heils in Noord-Brabant en Limburg.
- Parlement.com: vjrhkv7folys